# Château de Mey
Le château de Mey (anciennement château de Barrogill) est une résidence royale britannique situé dans la commune de Thurso, dans les Highlands sur la côte nord de l'Écosse. Par temps clair, le château offre une vue sur les îles Orcades.
Le bâtiment date du XVIe siècle. En 1952, il est acquis par la reine mère Elizabeth, peu après la mort de son mari, le roi George VI. Depuis cette date, Mey fait partie des propriétés de la famille royale britannique, tout en étant ouvert au public cinq mois par an.

## Histoire

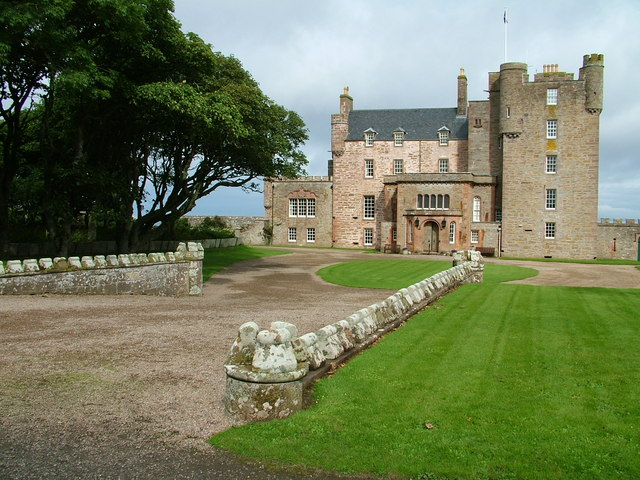
Le château de Mey.

À l'origine, les terres de Mey appartiennent aux évêques de Caithness. Le château est édifié entre 1566 et 1572, peut-être sur le site d'une ancienne fortification, par George Sinclair, quatrième comte de Caithness. La construction initiale suit un plan en Z, avec une maison-tour de trois étages, une aile sud-est et une tour carrée au nord-ouest.
Le bâtiment connaît plusieurs agrandissements au cours des siècles suivants, notamment en 1821, lorsqu'il est réaménagé dans le style néogothique sur des dessins de William Burn (1789-1870). Il cesse d'appartenir à la famille Sinclair à la mort du quinzième comte, en 1889, après quoi il est racheté par le commandant Imbert-Terry en 1928. Pendant la Seconde Guerre mondiale, Mey sert de maison de repos pour des officiers de l'armée britannique.

## La famille royale
Le bâtiment est quasiment à l'abandon quand la reine mère Elizabeth rachète la propriété en 1952. Elle entreprend alors de le restaurer pour en faire une résidence de vacances, tout en supprimant quelques-uns des ajouts du XIXe siècle. Pendant près d'un demi-siècle, chaque année aux mois d'août et d'octobre, à partir de 1955, elle séjourne à Mey. Sa dernière visite date d'octobre 2001, cinq mois avant sa mort.
En juin 1996, la reine mère institue le Queen Elizabeth Castle of Mey Trust, qui ouvre au public l'ensemble du domaine au moment de sa mort. On peut désormais visiter le château tous les jours du 1er mai au 30 septembre, à l'exception d'une brève période vers la fin du mois de juillet, lorsque le roi Charles III et la reine consort viennent y passer quelques jours.

## Dans la culture populaire
L'achat du château par la reine mère est présenté dans l'épisode 8 (« Joie et fierté ») de la saison 1 de la série The Crown.